# 이양종
이양종(1989년 7월 17일 ~ )은 대한민국의 전 축구 선수이며 포지션은 골키퍼였다. 현재 대구FC U-18 현풍고에서 골키퍼 코치로 활약하고 있다.

## 축구인 경력

### 선수 경력
2011년 대구 FC에 입단하였다. 입단 후 주전 골키퍼 박준혁에 이은 서브 골키퍼 자리를 차지하기 위해 김교빈과 경쟁을 펼쳤으며 두 번째 시즌인 2012 시즌까지 3경기 출전에 그쳤다. 하지만 2013년 박준혁이 이적하고 서브 골키퍼 자리를 두고 경쟁하였던 김교빈 역시 팀을 떠나자 주전으로 도약하여 2013 시즌 리그 24경기에 출전하였다.
2018시즌을 앞두고 강릉시청으로 이적했다. 2018시즌 종료 후 현역에서 은퇴했다.

### 지도자 경력
2019년, 대구 FC의 U-18팀인 현풍고등학교의 골키퍼 코치로 선임되었다.